# Una festa in nero
Una festa in nero è un romanzo di Alice Basso pubblicato da Garzanti il 24 aprile 2024.
È il quinto ed ultimo libro della serie dedicata al personaggio di Anita Bo. 

## Trama
Siamo oramai a pochissimi giorni dal matrimonio di Anita con Corrado. Anita e Sebastiano "SattaCoso" non possono più rinunciare al loro amore ed approfittano di ogni momento a disposizione in ufficio per potersi scambiare effusioni. 
Ma Anita "sente" che qualcosa non va. Si sente osservata, seguita. In realtà si scoprirà che non è lei ad essere seguita, quanto Sebastiano "SattaCoso". 
Un tizio con un impermeabile beige, che si scoprirà chiamarsi Patatino di cognome, entra in contatto con Sebastiano e gli propone di diventare spia dell'OVRA (Opera Vigilanza o Volontaria Repressione Antifascismo) per incastrare delle persone non gradite ai fascisti.
La prima persona da incastrare è Candida Fiorio, ex professoressa ed amica di Anita, nonché unica persona facente parte delle suffragette dell'ONMI (Opera Nazionale Maternità e Infanzia) con un minimo di umanità e sempre disposta ad aiutare e proteggere le ragazze, non considerandole reiette e scellerate ma donne, con le loro gioie ed i loro dolori. Il motivo di questo astio dell'OVRA è semplice: Candida non è sposata, non può più dare figli alla Patria e, secondo Patatino ("Beige"), è omosessuale, comportamento inammissibile ai tempi. In più il suo comportamento sempre gentile e controcorrente durante la sua opera all'ONMI è osteggiato da tante persone, che non vedono di buon occhio questa persona che difende e protegge sempre chi meriterebbe solo di essere punita.
Il piano organizzato dall'OVRA per incastrare Candida è semplice: Sebastiano deve convincere la signora Fiorio ad organizzare una festa a casa sua e durante la festa far trovare una cassettina contenente il denaro raccolto dalle donazioni a favora dell'Opera dove Candida presta servizio. Lei sarebbe incriminata per sottrazione di denari e tolta di mezzo.
A questo punto Anita e SattaCoso con l'aiuto di Julian e Clara elaborano un piano e decidono di far fuggire all'estero Candida e Diana, la sua governante ed ex ragazza accolta all'ONMI passando dalle Alpi e fuggendo in Francia facendosi aiutare dagli amici transalpini di Julian. Nel frattempo Diana confessa il suo amore a Candida ed anche tra il libertino Julian e la "bruttina" Clara scoppia il colpo di fulmine.
Successivamente Sebastiano viene informato che la seconda persona da incastrare sarà proprio il suo amico Julian. 
Viene quindi deciso di modificare il piano di fuga: anche Julian dovrà andarsene e portarsi dietro anche SattaCoso, che intanto chiede la mano di Anita e la invita a fuggire all'estero con lui, Julian, Candida e Diana. Resterebbero in Italia solo Rodolfo, il padre di SattaCoso (che è una nota testa calda e che giura, per poter far scappare il figlio, che si comporterà sempre bene, che non si metterà più a fare pazzie) e Clara, l'amica dattilografa di Anita.
Giunto il momento di mettere finalmente in opera il piano Anita capisce che lasciando Rodolfo in Italia, quest'ultimo si caccerebbe subito nei guai, sia per il suo comportamento, sia perché è padre di un traditore e sarebbe troppo esposto alle rappresaglie fasciste. E allora, giunto il momento della fuga attraverso le Alpi, Anita con un colpo di scena abbandona tutti gli amici e torna indietro.
Ha ancora tre cose da fare ("forse quattro!")
Consegna una lettera di addio a MAVI da parte di SattaCoso, epurandola della parte dove Sebastiano dice di amare Anita.
Consegna una lettera di addio a Monnè, socio di SattaCoso.
Finisce il suo lavoro di dattilografa, traducendo un racconto lasciato a metà da parte di Sebastiano ma soprattutto scrivendo l'ultimo racconto di J. D. Smith.
Sposa Corrado, che morirà in guerra e non avranno figli.
Anita allora decide di unirsi ai Partigiani e combatte con loro. All'estero intanto Diana partorisce una bambina e qualche tempo dopo muore anche Candida, "forse il fumo fa davvero male".
La guerra finalmente finisce: gli esuli possono tornare a Torino, una Torino in ginocchio ma con la voglia di rinascere. E rinasce anche "Saturnalia", sempre con la collaborazione tra Monnè e SattaCoso. Ma manca una segretaria. Ne arrivano 15 a provare e Sebastiano ha un dubbio tra due. Senonché viene avvisato da Clara che c'è ancora una ragazza che vorrebbe il posto, ma la ragazza ha dichiarato che non ha molta esperienza, solo 6 mesi. E mentre SattaCoso raccoglie una penna, sbuffa perché implicitamente "se una ha solo sei mesi di pratica, cosa viene a fare?". Ma Clara gli dice che la ragazza ha combattuto anche tra i partigiani.
E Sebastiano capisce tutto: è Anita, è tornata da lui per stare per sempre con lui.

## Personaggi
- Anita Bo Dattilografa
- Sebastiano "Sattaqualcosa" Satta Ascona Traduttore ed autore dei Gialli del commissario Bonomo
- Mariele Bo Madre di Anita
- Corrado Leone fidanzato di Anita
- Ottavio Bo padre di Anita
- Emilio Bo fratello di Anita
- Candida Fiorio ex prof di dattilografia
- Diana "maggiordoma" di Candida Fiorio, ed incinta.
- Clara migliore amica di Anita
- Julian, amico di Sebastiano Satta Ascona
- Sauro Bonatti segretario rionale del fascio
- Maria Vittoria Bonatti "Mavi" fidanzata di Sebastiano

## Edizioni
- Alice Basso, Una festa in nero, Garzanti, 2024,  p. 351, ISBN 978-88-1101-0234.